# Morehouse (New York)
Morehouse è un comune degli Stati Uniti d'America, situato nello stato di New York, nella contea di Hamilton.